# Neslette
Neslette là một xã ở tỉnh Somme, vùng Hauts-de-France, Pháp.

## Địa lý
Thị trấn này tọa lạc trên đường D1015, khoảng 15 dặm Anh về phía tây nam của Abbeville hai bên bờ sông Bresle, tại ranh giới với Seine-Maritime.

## Dân số
| 1962                                                           | 1968 | 1975 | 1982 | 1990 | 1999 |
| -------------------------------------------------------------- | ---- | ---- | ---- | ---- | ---- |
| 57                                                             | 78   | 73   | 92   | 85   | 91   |
| Số liệu điều tra dân số từ năm 1962, dân số không tính hai lần |      |      |      |      |      |